# Slovenský svaz astronomů
 Slovenský svaz astronomů, v originále Slovenský zväz astronómov, zkratka SZA, je dobrovolná společenská organizace sdružující zájemce o astronomii, kosmonautiku a příbuzné obory na Slovensku. 
Svaz je zaměřen především na astronomy-amatéry (do roku 2013 se jmenoval Slovenský zväz astronómov amatérov). Spolupracuje zejména se Slovenskou ústřední hvězdárnou v Hurbanovu a se Slovenskou astronomickou společností při Slovenské akademii věd. Vznikl v roce 1970 z iniciativy L. Valacha, tehdejšího ředitele Slovenské ústřední hvězdárny.
Nejvyšším orgánem SZA je valné shromáždění, které se schází jednou za čtyři roky a volí výkonný orgán – radu. Ta je podle stanov ústředním orgánem, který řídí činnost svazu mezi valnými shromážděními. Organizačně se svaz dělí na 14 místních organizací (stav v roce 2024). V roce 2023 měl přes 200 členů.
V Česku je jeho obdobou Česká astronomická společnost.